# Royal Perth Golfing Society and County & City Club
De Royal Perth Golfing Society in Schotland werd in 1824 opgericht. De golfbaan ligt ten Noorden van Perth en het is de eerste golfclub ter wereld die het predicaat Koninklijk kreeg.

## Geschiedenis
Op 5 april 1824 kwamen enkele heren bijeen in de Salutation Inn, de oudste herberg van Schotland, gebouwd in 1699. Er werd tot oprichting van een golfclub besloten en majoor Sir David Moncreiffe, 6th Baronet Moncreiffe (1788-1830) werd de eerste voorzitter. Ten tijde van de zesde voorzitter, Lord Kinnaird, schonk Koning Willem IV de club in 1833 het predicaat Koninklijk. Een jaar later kreeg ook de Royal and Ancient Golf Club of St Andrews het predicaat. 

Prins Andrew is de beschermheer van de club.
In 1875 werd de grond gekocht waar de club nu gevestigd is, en in 1879 werd de naam van de club werd uitgebreid tot Royal Perth Golfing Society and County & City Club om aan te geven dat ook mensen die niet in Perth woonden, lid konden worden. 

In 1896 werd nog grond bijgekocht.
De club heeft enkele trofeeën in haar bezit uit de vroegste jaren van haar bestaan. Zo zijn er drie zilveren putters waaraan zilveren golfballen hangen met de naam van een captain erop. De oudste dateert uit 1824, het jaar van de oprichting, en draagt 40 golfballen. Deze wordt tentoongesteld in het golfmuseum op St Andrews als gevolg van een weddenschap tussen  Whyte Melville en David Moncreiffe, die inmiddels captain van St Andrews was. Als Moncreiffe eerder zou overlijden dan Melville, dan zou de putter naar St Andrews gaan.

## Clubhuis
Er is een ruime bar met boekenkasten, traditionele leren stoelen en een haard. De eetzaal heeft eenvoudige, donkere houten tafels en stoelen en kan 50 gasten plaatsen. Er is een biljartkamer en op de bovenste verdieping zijn vier logeerkamers ingericht.